# Edis Matusevičius
Edis Matusevičius (né le 30 juin 1996) est un athlète lituanien spécialiste du lancer du javelot.

## Biographie
Edis Matusevičius est médaillé de bronze du lancer du javelot lors des championnats d'Europe juniors de 2015.
Il se classe 10e des championnats d'Europe 2018 et deuxième des Universiades d'été de 2019 à Naples. Cette même année, il porte le record de Lituanie du lancer du javelot à 89,17 m, performance réalisée le 27 juillet à Palanga.
Il se classe deuxième des Jeux européens 2023, derrière l'Allemand Julian Weber.

## Palmarès

### International
| Date | Compétition           | Lieu     | Résultat | Temps   |
| ---- | --------------------- | -------- | -------- | ------- |
| 2023 | Jeux européens        | Chorzów  | 2e       | 84,22 m |
| 2023 | Championnats du monde | Budapest | 8e       | 82,29 m |

### National
- Championnats de Lituanie d'athlétisme :
  - Vainqueur du lancer du javelot en 2015, 2016, 2017, 2018, 2019, 2020 et 2021

## Records
| Épreuve           | Marque       | Lieu    | Date            |
| ----------------- | ------------ | ------- | --------------- |
| Lancer du javelot | 89,17 m (NR) | Palanga | 27 juillet 2019 |